# Lennox Kilgour
Lennox Kilgour (Port of Spain, 15 aprile 1927 – 2004) è stato un sollevatore trinidadiano. 
Ha partecipato a due edizioni dei Giochi Olimpici nella categoria dei pesi medio-massimi (fino a 90 kg.).

## Biografia
Kilgour iniziò a sollevare pesi nel 1943 all'età di 15 anni. Sebbene nel 1948 avesse già un livello di prestazioni vicino ai vertici mondiali e fosse quindi un candidato per una medaglia olimpica, non fu inviato ai Giochi Olimpici del 1948 di Londra; come per il connazionale Rodney Wilkes, non poteva competere ai campionati del mondo perché la Federazione di sollevamento pesi del suo Paese non aveva i mezzi finanziari per inviare i suoi atleti in lunghi viaggi in Europa, ove in quegli anni si svolgevano i Campionati mondiali.
Nel 1951 vinse la medaglia d'argento ai Giochi Panamericani di Buenos Aires nei pesi massimi (fino a 90 kg.), battuto dallo statunitense campione olimpico John Henry Davis.
Ebbe il culmine della sua carriera quando vinse la medaglia di bronzo alle Olimpiadi di Helsinki 1952 nei pesi medio-massimi, sollevando 402,5 kg. nel totale su tre prove, dietro lo statunitense Norbert Schemansky (445 kg.) ed il sovietico Grigorij Novak (410 kg.).
Nel 1954 vinse la medaglia d'argento nei pesi medio-massimi, sollevando 392 kg. nel totale, ai Giochi dell'Impero e del Commonwealth Britannico di Vancouver, battuto questa volta dal canadese Keevil Daly.
Ha concluso la sua carriera agonistica dopo le Olimpiadi di Melbourne 1956, dove si piazzò al 7º posto nei pesi medio-massimi con 390 kg. nel totale.